# Мравница (Дубровачко приморје)
Мравница је насељено место у саставу општине Дубровачко приморје, Дубровачко-неретванска жупанија, Република Хрватска.
У селу се налази мала црква и гробље, а средиштем места доминирају два велика стабла платане.

## Историја
До територијалне реорганизације у Хрватској налазила се у саставу старе општине Дубровник.

## Становништво
На попису становништва 2011. године, Мравница је имала 38 становника.
| Број становника по пописима | Број становника по пописима | Број становника по пописима | Број становника по пописима | Број становника по пописима | Број становника по пописима | Број становника по пописима | Број становника по пописима | Број становника по пописима | Број становника по пописима | Број становника по пописима | Број становника по пописима | Број становника по пописима | Број становника по пописима | Број становника по пописима | Број становника по пописима |
| --------------------------- | --------------------------- | --------------------------- | --------------------------- | --------------------------- | --------------------------- | --------------------------- | --------------------------- | --------------------------- | --------------------------- | --------------------------- | --------------------------- | --------------------------- | --------------------------- | --------------------------- | --------------------------- |
| 1857                        | 1869                        | 1880                        | 1890                        | 1900                        | 1910                        | 1921                        | 1931                        | 1948                        | 1953                        | 1961                        | 1971                        | 1981                        | 1991                        | 2001                        | 2011                        |
| 137                         | 164                         | 181                         | 194                         | 189                         | 162                         | 168                         | 148                         | 146                         | 160                         | 144                         | 104                         | 85                          | 57                          | 45                          | 38                          |

Напомена: Од 1857. до 1880. исказивано под именом Мравињица, а од 1890. до 1948. Мравинца.

### Попис1991.
На попису становништва 1991. године, насељено место Мравница је имало 57 становника, следећег националног састава:
| Попис 1991.‍ | Попис 1991.‍ | Попис 1991.‍ | Попис 1991.‍ | Попис 1991.‍ |
| ----------- | ----------- | ----------- | ----------- | ----------- |
|             |             |             |             |             |
| Хрвати      | Хрвати      |             | 57          | 100%        |
| укупно: 57  |             |             |             |             |